# 地方卸売市場
地方卸売市場（ちほうおろしうりしじょう）は、日本において、卸売市場法第4章の規定に基づいて各都道府県知事の認定により設置される卸売市場である。

## 概要
卸売市場法において、
「地方卸売市場」とは、中央卸売市場以外の卸売市場で、その施設が政令で定める規模以上のものをいう。」—卸売市場法第一条総則
と定義されている。
かつて中央卸売市場が国（農林水産大臣）の認可により都道府県や人口20万人以上の市町村等を開設者として設置されるのに対して、地方卸売市場は市町村や第3セクター、民営企業等を開設者として都道府県の認可により設置されていた（認可については各都道府県が別途条例で定めている【例. 東京都地方卸売市場条例】）。2020年（令和2年）の卸売市場法改正により、中央卸売市場の「認可」はよりメリット主義的な「認定」に変更され、また開設区域の人口に関する規定は削除された一方、施設規模の基準として卸売場、仲卸売場及び倉庫（冷蔵又は冷凍で保管するものを含む。）の面積の合計が当該各号に定める面積以上であることを求められるようになった。
地方卸売市場のなかには、卸売会社が自ら開設しているものも含まれている。
なお、都道府県によっては、中央卸売市場、地方卸売市場のほかに「その他卸売市場」（あるいは「その他の市場」）という区分を設けている場合がある。前述の「政令で定める規模」未満の卸売市場のことだが、呼称やその制度上の取扱は様々であり、福島県の場合を例にとると、県知事への登録を受けて開設される。
全国の卸売市場は中央卸売市場が65市場に対して地方卸売市場が905市場ある。
中央卸売市場がすべて消費地市場なのに対して地方卸売市場は人口の集中する地域に立地する消費地市場と産地市場（漁港市場など）に大別される。
| 市場の区分     | 中央卸売市場 | 地方卸売市場                                                                                   | その他の卸売市場                               |
| -------------- | --- | ---------------------------------------------------------------------------------------------- | ---------------------------------------------- |
| 認定者         | 国（農林水産大臣） | 都道府県                                                                                       | 都道府県により異なる（認定が不要な場合もある） |
| 開設者         | 都道府県又は人口20万人以上の市町村 | 地方自治体のほか民間企業や協同組合、第三セクターも可                                           | 都道府県により異なる（法令上の定めなし）       |
| 卸売会社       | 民間の卸売企業 | 民間の卸売企業                                                                                 | 民間の卸売企業                                 |
| 施設規模       | 省令で定める基準 （青果）10,000㎡ （水産）10,000㎡ （肉類）1,500㎡ （花き）1,500㎡ （前各号に掲げる生鮮食料品等以外の生鮮食料品等）1,500㎡ | 規定を撤廃 （2020年以前は青果330㎡以上、 水産200㎡（産地市場は330㎡）、 肉類150㎡、花卉200㎡） | 中央卸売市場・地方卸売市場の規定規模未満の市場 |
| 市場の数       | 65 | 905                                                                                            | データなし                                     |
| 卸売業者の数   | 155 | 1,072                                                                                          | データなし                                     |
| 仲卸業者の数   | 2,828 | 2,371                                                                                          | データなし                                     |
| 売買参加者の数 | 20,578 | 83,271                                                                                         | データなし                                     |

## 名称の制限
卸売市場法第13条第1項は、卸売市場であって、同条第5項各号に掲げる要件に適合しているものは、当該卸売市場の所在地を管轄する都道府県知事の認定を受けて「地方卸売市場」と称することができるとする。一方、同条第7項は「第一項の認定を受けた卸売市場でないものは、地方卸売市場又はこれに紛らわしい名称を称してはならない。」と定めている。卸売市場法第13条第7項に違反して地方卸売市場又はこれらに紛らわしい名称を称した者は30万円以下の罰金に処せられる（卸売市場法第18条第1号）。

## 主な地方卸売市場
| 都道府県 | 所在地         | 市場名                                                                                             | 取扱品目                | 開設者（括弧内は開設者区分）                                                                       | 入場卸売会社 |
| -------- | -------------- | -------------------------------------------------------------------------------------------------- | ----------------------- | -------------------------------------------------------------------------------------------------- | --- |
| 北海道   | 旭川市         | 旭一旭川地方卸売市場                                                                               | 水産・青果              | (株)キョクイチホールディングス（民間企業）                                                         | (株)キョクイチ（水産・青果） |
| 北海道   | 北見市         | マルキタ北見地方卸売市場                                                                           | 水産・青果・ 花き・食肉 | (株)キョクイチホールディングス（民間企業）                                                         | (株)キョクイチ マルキタ事業部（水産・青果・花き・食肉）                                                                            |
| 北海道   | 苫小牧市       | 苫小牧市公設地方卸売市場                                                                           | 水産・青果・花き        | 苫小牧市（自治体）                                                                                 | マルトマ苫小牧卸売(株)（水産） 丸一苫小牧中央青果(株)（青果） 苫小牧中央花卉(株)（花き）                                           |
| 青森県   | 弘前市         | 弘前総合地方卸売市場                                                                               | 青果・花き              | 弘果弘前中央青果(株)（民間企業）                                                                   | 開設者に同じ（青果・花き） |
| 青森県   | 八戸市         | 地⽅卸売市場⼋⼾市第⼀⿂市場 （八戸漁港）                                                          | 水産                    | 八戸市（自治体）                                                                                   | (株)八戸魚市場 |
| 青森県   | 八戸市         | 地⽅卸売市場⼋⼾市第二⿂市場 （八戸漁港）                                                          | 水産                    | 八戸市（自治体）                                                                                   | (株)八戸魚市場 |
| 青森県   | 八戸市         | 地⽅卸売市場⼋⼾市第三⿂市場 （八戸漁港）                                                          | 水産                    | 八戸市（自治体）                                                                                   | (株)八戸魚市場 |
| 宮城県   | 石巻市         | 石巻市水産物地方卸売市場                                                                           | 水産                    | 石巻市（自治体）                                                                                   | 石巻魚市場株式会社 |
| 宮城県   | 岩沼市         | 岩沼青果地方卸売市場                                                                               | 青果                    | (株)岩沼青果                                                                                       | 開設者に同じ |
| 宮城県   | 亘理郡亘理町   | 地方卸売市場宮城県漁協 仙南支所亘理魚市場                                                          | 水産                    | 宮城県漁業協同組合（漁協）                                                                         | 開設者に同じ |
| 宮城県   | 名取市         | 地方卸売市場宮城県漁協 仙南支所閖上地方卸売市場                                                    | 水産                    | 宮城県漁業協同組合（漁協）                                                                         | 開設者に同じ |
| 宮城県   | 宮城郡七ヶ浜町 | 地方卸売市場宮城県漁協 七ヶ浜支所花渕浜魚市場                                                      | 水産                    | 宮城県漁業協同組合（漁協）                                                                         | 開設者に同じ |
| 宮城県   | 本吉郡南三陸町 | 南三陸町地方卸売市場                                                                               | 水産                    | 宮城県漁業協同組合（漁協）                                                                         | 開設者に同じ |
| 福島県   | 福島市         | 福島市公設地方卸売市場                                                                             | 青果・水産・花き        | 福島市（自治体）                                                                                   | 福島中央青果卸売(株)（青果） (株)福島丸公（水産） (株)福島花き（花き）                                                             |
| 福島県   | 郡山市         | 郡山総合地方卸売市場                                                                               | 青果・水産・花き        | 郡山市（自治体）                                                                                   | (株)山一中央青果卸売市場ほか3社（青果） (株)郡山水産（水産） 郡山花き(株)（花き）                                                  |
| 茨城県   | 水戸市         | 水戸市公設地方卸売市場                                                                             | 青果・水産・花き        | 水戸市（自治体）                                                                                   | 茨城県大同青果(株)（青果） 水戸中央青果(株)（青果） 常洋水産(株)（水産） 茨城水産(株)（水産） （株）茨城県水戸中央花き市場（花き） |
| 埼玉県   | さいたま市     | 地方卸売市場浦和総合流通センター                                                                   | 青果                    | 株式会社浦和総合流通センター（民間企業）                                                           | 浦和中央青果市場（株） |
| 埼玉県   | 越谷市         | 越谷総合食品地方卸売市場 （越谷市場）                                                              | 青果                    | 株式会社埼玉県東部流通センター （第三セクター）                                                    | マルセンフーズ(株) |
| 埼玉県   | 鴻巣市         | 地方卸売市場鴻巣フラワーセンター                                                                   | 花き                    | 鴻巣フラワーセンター株式会社 （民間企業）                                                          | 鴻巣花き(株) |
| 千葉県   | 千葉市         | 千葉市地方卸売市場                                                                                 | 水産・青果              | 千葉市（自治体）                                                                                   | 千葉青果(株)（青果） 千葉魚類(株)（水産）                                                                                          |
| 千葉県   | 船橋市         | 船橋市地方卸売市場                                                                                 | 水産・青果              | 船橋市（自治体）                                                                                   | 長印船橋青果(株)（青果） 船橋魚市(株)（水産）                                                                                      |
| 千葉県   | 松戸市         | 松戸市公設地方卸売市場南部市場 （松戸市綜合卸売市場）                                              | 青果                    | 松戸市（自治体）                                                                                   | 東京千住青果(株)東葛支社（青果）                                                                                                   |
| 千葉県   | 市川市         | 市川地方卸売市場                                                                                   | 青果・花き              | 株式会社市川市場 （民間企業）                                                                      | 長印船橋青果(株)市川支社（青果） (株)市川フラワーオークションジャパン（花き）                                                      |
| 千葉県   | 成田市         | 成田市公設地方卸売市場                                                                             | 青果・水産              | 成田市（自治体）                                                                                   | シティ青果成田市場(株)（青果） 大都魚類(株)成田支社                                                                                |
| 千葉県   | 成田市         | 地方卸売市場 市川フラワーオークションジャパン成田 （移転前の成田市公設地方卸売市場の旧敷地に隣接） | 花き                    | 株式会社市川フラワーオークションジャパン （民間企業）                                              | 開設者に同じ |
| 東京都   | 国立市         | 東京都国立地方卸売市場                                                                             | 青果                    | 東京多摩青果株式会社 （民間企業）                                                                  | 開設者に同じ |
| 東京都   | 練馬区         | 東京都練馬青果地方卸売市場 （施設愛称:べじふるセンター練馬）                                       | 青果                    | 東京新宿青果株式会社 （民間企業）                                                                  | 東京新宿ベジフル株式会社練馬支店                                                                                                   |
| 神奈川県 | 川崎市         | 川崎市地方卸売市場南部市場 （愛称：川崎幸市場）                                                    | 青果・水産・花き        | 川崎市（自治体） 川崎市場管理(株)が指定管理者として運営                                            | 川崎南部青果株式会社（青果） 川崎丸魚株式会社（水産） 川崎花卉園芸株式会社（花き）                                                 |
| 神奈川県 | 横浜市         | 花き地方卸売市場横浜南部 （横浜南部市場に併設）                                                    | 花き                    | 横浜市中央花き卸売協同組合（民間事業者団体）                                                       | 横浜花き園芸株式会社 株式会社神奈川県園芸市場                                                                                      |
| 神奈川県 | 横須賀市       | 地方卸売市場株式会社横須賀魚市場 （横須賀魚市場）                                                  | 水産                    | 株式会社横須賀魚市場（民間企業）                                                                   | 開設者に同じ |
| 神奈川県 | 小田原市       | 小田原市公設水産地方卸売市場 （小田原漁港に併設）                                                  | 水産                    | 小田原市（自治体）                                                                                 | (株)小田原魚市場 |
| 長野県   | 長野市         | 長野地方卸売市場                                                                                   | 青果・ 水産             | （株）長野地方卸売市場（公的企業）                                                                 | (株)R&Cながの青果長野本社（青果） (株)マルイチ産商（水産） (株)丸水長野県水（水産）                                                |
| 長野県   | 松本市         | 松本市公設地方卸売市場 （松本流通業務団地）                                                        | 青果・水産・ 食肉・花き | 松本市（自治体） 備考：指定管理者制度により松本市場管理株式会社 に運営及び維持管理を業務委託       | (株)R&Cながの青果松本支社（青果） (株)丸水長野県水（水産） マルイチ産商松本支社（水産） (株)松本花市場（花き）                     |
| 長野県   | 上田市         | 上田地方卸売市場                                                                                   | 青果                    | (株)R&Cながの青果（民間企業）                                                                      | (株)R&Cながの青果上田本社 |
| 長野県   | 佐久市         | 佐久地方卸売市場                                                                                   | 青果                    | (株)R&Cながの青果（民間企業）                                                                      | 開設者に同じ |
| 長野県   | 中野市         | 中野地方卸売市場                                                                                   | 青果                    | (株)R&Cながの青果（民間企業）                                                                      | 開設者に同じ |
| 長野県   | 須坂市         | 須坂地方卸売市場                                                                                   | 青果                    | (株)R&Cながの青果（民間企業）                                                                      | 開設者に同じ |
| 岐阜県   | 岐阜市         | 岐阜市食肉地方卸売市場                                                                             | 食肉                    | 岐阜市（自治体）                                                                                   | 岐阜県畜産公社 |
| 岐阜県   | 大垣市         | 大垣市公設地方卸売市場                                                                             | 水産・青果              | 大垣市（自治体）                                                                                   | 大垣水産青果 |
| 岐阜県   | 高山市         | 高山市公設地方卸売市場                                                                             | 水産・青果              | 高山市（自治体）                                                                                   | 高山水産青果（水産及び青果） ひだ青果市場（青果）                                                                                  |
| 岐阜県   | 関市           | 中濃公設地方卸売市場                                                                               | 青果                    | 関市（自治体） 備考：指定管理者は中濃青果(株)                                                      | 中濃青果(株) |
| 岐阜県   | 可児市         | 可茂公設地方卸売市場                                                                               | 水産・青果              | 可茂公設地方卸売市場組合（一部事務組合） 備考：管理者は可児市長、 指定管理者は可茂市場管理株式会社 | 加茂中央市場(株)（青果） ライン魚菜市場(株)（水産及び青果）                                                                        |
| 愛知県   | 豊田市         | 愛知県経済連豊田食肉地方卸売市場                                                                   | 食肉                    | 愛知県経済連（農協）                                                                               | （開設者に同じ） |
| 愛知県   | 豊橋市         | 地方卸売市場東三河食肉流通センター                                                                 | 食肉                    | (株)東三河食肉流通センター                                                                         | 愛知県経済連 |
| 愛知県   | 豊橋市         | 地方卸売市場豊橋魚市場                                                                             | 水産                    | 株式会社豊橋魚市場                                                                                 | 開設者に同じ |
| 愛知県   | 津島市         | 地方卸売市場名古屋西流通センター （愛称：めいせい市場（いちば）                                    | 青果                    | 名古屋西流通センター株式会社（民間事業者）                                                         | 名古屋西青果 |
| 愛知県   | 豊明市         | 愛知豊明花き地方卸売市場                                                                           | 花き                    | 愛知豊明花き流通協同組合（民間事業者団体）                                                         | 豊明花き |
| 三重県   | 伊勢市         | 伊勢志摩総合地方卸売市場                                                                           | 水産・青果              | 伊勢志摩総合地方卸売市場株式会社 （第三セクター）                                                  | (株)伊勢魚類市場（水産） 伊勢山田青果(株)（青果）                                                                                  |
| 富山県   | 魚津市         | 魚津地方卸売市場                                                                                   | 水産                    | 魚津漁業協同組合（漁協）                                                                           | 開設者に同じ |
| 石川県   | 七尾市         | 七尾市公設地方卸売市場                                                                             | 水産・青果              | 七尾市（自治体）                                                                                   | 丸果七尾青果(株)（青果） 七尾魚市場(株)（水産）                                                                                    |
| 大阪府   | 大阪市         | 大阪木津地方卸売市場                                                                               | 水産                    | (株)グルメ杵屋（民間企業）                                                                         | 開設者に同じ（水産） |
| 大阪府   | 大阪市         | 大阪鶴見花き地方卸売市場                                                                           | 花き                    | 株式会社大阪鶴見フラワーセンター （第3セクター）                                                   | (株)なにわ花いちば (株)JF鶴見花き                                                                                                  |
| 兵庫県   | 尼崎市         | 尼崎市公設地方卸売市場                                                                             | 水産・青果              | 尼崎市（自治体）                                                                                   | 神果神戸青果(株) 尼崎支社（青果） (株)一光園（水産）                                                                               |
| 岡山県   | 岡山市         | 岡山市花き地方卸売市場                                                                             | 花き                    | 岡山市（自治体）                                                                                   | 岡山総合花き(株) |
| 岡山県   | 倉敷市         | 倉敷地方卸売市場                                                                                   | 青果                    | (株)倉敷地方卸売市場                                                                               | 倉敷青果(株) |
| 島根県   | 松江市         | 松江水産物地方卸売市場                                                                             | 水産                    | 漁業協同組合JFしまね（漁協）                                                                       | 開設者に同じ |
| 島根県   | 益田市         | 益田水産物地方卸売市場                                                                             | 水産                    | 漁業協同組合JFしまね（漁協）                                                                       | 開設者に同じ |
| 島根県   | 浜田市         | 浜田水産物地方卸売市場                                                                             | 水産                    | 漁業協同組合JFしまね（漁協）                                                                       | 開設者に同じ |
| 島根県   | 出雲市         | 大社水産物地方卸売市場                                                                             | 水産                    | 漁業協同組合JFしまね（漁協）                                                                       | 開設者に同じ |
| 島根県   | 大田市         | JFしまね大田水産物地方卸売市場                                                                     | 水産                    | 漁業協同組合JFしまね（漁協）                                                                       | 開設者に同じ |
| 山口県   | 山口市         | 山口青果地方卸売市場                                                                               | 青果                    | 株式会社山口青果卸売市場 （民間企業）                                                              | 開設者に同じ |
| 山口県   | 下関市         | 下関市地方卸売市場唐戸市場                                                                         | 水産                    | 下関市（自治体）                                                                                   | 下関唐戸魚市場株式会社 |
| 山口県   | 下関市         | 下関市地方卸売市場新下関市場                                                                       | 青果                    | 下関市（自治体）                                                                                   | 新下関青果(株) |
| 山口県   | 下関市         | 下関漁港地方卸売市場                                                                               | 水産                    | 山口県（自治体）                                                                                   | 下関中央魚市場(株) 下関唐戸魚市場(株)                                                                                              |
| 山口県   | 柳井市         | 山口県農業協同組合 南すおう地方卸売市場                                                            | 青果                    | 山口県農業協同組合（農協）                                                                         | 開設者に同じ |
| 山口県   | 長門市         | 山口県農業協同組合 長門地方卸売市場                                                                | 青果                    | 山口県農業協同組合（農協）                                                                         | 開設者に同じ |
| 山口県   | 長門市         | 山口県漁協仙崎地方卸売市場                                                                         | 水産                    | 山口県漁業協同組合（漁協）                                                                         | 開設者に同じ |
| 山口県   | 長門市         | 山口県漁協湊地方卸売市場                                                                           | 水産                    | 山口県漁業協同組合（漁協）                                                                         | 開設者に同じ |
| 山口県   | 防府市         | 山口県漁協防府地方卸売市場                                                                         | 水産                    | 山口県漁業協同組合（漁協）                                                                         | 開設者に同じ |
| 山口県   | 萩市           | 山口県漁協萩地方卸売市場                                                                           | 水産                    | 山口県漁業協同組合（漁協）                                                                         | 開設者に同じ |
| 山口県   | 萩市           | 山口県漁協江崎地方卸売市場                                                                         | 水産                    | 山口県漁業協同組合（漁協）                                                                         | 開設者に同じ |
| 愛媛県   | 宇和島市       | 宇和島水産物地方卸売市場 （宇和島魚市場）                                                          | 水産                    | 愛媛県漁業協同組合（漁協）                                                                         | 開設者に同じ |
| 愛媛県   | 八幡浜市       | 八幡浜市水産物地方卸売市場                                                                         | 水産                    | 八幡浜市（自治体）                                                                                 | 八幡浜漁業協同組合 玉岡水産(株) |
| 高知県   | 高知市         | 高知市公設水産地方卸売市場 （高知市卸売市場）                                                      | 水産                    | 高知市（自治体）                                                                                   | 土佐魚類(株) 大熊水産(株) |
| 福岡県   | 福岡市         | 地方卸売市場 福岡花市場                                                                            | 花き                    | 福岡県花卉農業協同組合（農協）                                                                     | 開設者に同じ |
| 福岡県   | 北九州市       | 地方卸売市場 北九州花市場                                                                          | 花き                    | 福岡県花卉農業協同組合（農協）                                                                     | 開設者に同じ |
| 長崎県   | 佐世保市       | 佐世保市地方卸売市場                                                                               | 青果・水産・ 食肉・花き | 佐世保市（自治体）                                                                                 | 佐世保青果(株)（青果・花き） 佐世保魚市場(株)（水産） 佐世保食肉センター(株)（食肉）                                               |
| 沖縄県   | 糸満市         | 沖縄県水産公社地方卸売市場                                                                         | 水産                    | （一財）沖縄県水産公社（公企業）                                                                   | JF沖縄魚市場有限責任事業組合 |

## かつて存在した地方卸売市場
- 松戸市公設地方卸売市場北部市場（千葉県松戸市） - 土地を民間事業者が所有し、市に賃貸したうえで市が開設する全国でも珍しい「民設公営」市場であったが施設および地盤が老朽化し2017年（平成29年）3月31日をもって閉場。卸売会社の東京シティ青果(株)千葉支社や仲卸業者らが近隣の柏市公設綜合地方卸売市場に移転し、卸売機能は同市場および松戸市南部市場に引き継がれた。なお、跡地は再開発され2019年（令和元年）に複合商業施設「テラスモール松戸」が開場した。
- 師崎水産物地方卸売市場（師崎漁港市場、愛知県南知多町） - 師崎漁業協同組合が開設および卸売を行っていた。卸売市場法の定める卸売を取りやめ、2020年（令和2年）の市場法改正に際して県による地方卸売市場の再認定を受けなかった[21]。現在は「師崎漁港朝市」と称する朝市を開催しているほか、近隣実需者への広義の「卸売」は引き続き行っており、市場機能そのものは存続している。
- 山口県農業協同組合 安岡地方卸売市場[注釈 45]（山口県下関市） - 2023年3月31日閉鎖[22]。
- 中津大同青果（地方卸売市場中津大同青果(株)、大分県中津市） - 開設者で卸売業者の中津大同青果株式会社が2023年（令和5年）3月までで廃業・認定廃止[23]。
- 諏訪市地方卸売市場（長野県諏訪市） - 取扱量の減少などから市が公設卸売市場としての廃止を決定。その後卸売会社の交代などを経て、場内事業者らによる運営委員会を主体とした民設民営の施設「諏訪市場」として再出発した[24]。（⇒諏訪市場）